# Reprezentacja Holandii w hokeju na trawie kobiet
Reprezentacja Holandii w hokeju na trawie kobiet (Oranje) jest najbardziej utytułowanym obok Australii i Niemiec żeńskim zespołem narodowym na świecie w tej dyscyplinie. Zdobyła w swej historii pięć złotych medali Igrzysk Olimpijskich (1984, 2008, 2012, 2020, 2024), dziewięć złotych medali Mistrzostw świata (1974, 1978, 1983, 1986, 1990, 2006, 2014, 2018, 2022), trzynaście złotych medali Mistrzostw Europy (1984, 1987, 1995, 1999, 2003, 2005, 2009, 2011, 2017, 2019, 2021, 2023, 2025) oraz trzy złote medale Halowych mistrzostw świata (2007, 2015, 2023).
Reprezentacja Holandii zwyciężyła także siedmiokrotnie w zawodach Champions Trophy (1987, 2000, 2004, 2005, 2007, 2011, 2018).

## Osiągnięcia

### Igrzyska olimpijskie
- nie wystąpiła - 1980
- 1. miejsce - 1984
- 3. miejsce - 1988
- 6. miejsce - 1992
- 3. miejsce - 1996
- 3. miejsce - 2000
- 2. miejsce - 2004
- 1. miejsce - 2008
- 1. miejsce - 2012
- 2. miejsce - 2016
- 1. miejsce - 2020
- 1. miejsce - 2024

### Mistrzostwa świata
- 1. miejsce - 1974
- 3. miejsce - 1976
- 1. miejsce - 1978
- 2. miejsce - 1981
- 1. miejsce - 1983
- 1. miejsce - 1986
- 1. miejsce - 1990
- 6. miejsce - 1994
- 2. miejsce - 1998
- 2. miejsce - 2002
- 1. miejsce - 2006
- 2. miejsce - 2010
- 1. miejsce - 2014
- 1. miejsce - 2018
- 1. miejsce - 2022

### Mistrzostwa Europy
- 1. miejsce - 1984
- 1. miejsce - 1987
- 4. miejsce - 1991
- 1. miejsce - 1995
- 1. miejsce - 1999
- 1. miejsce - 2003
- 1. miejsce - 2005
- 2. miejsce - 2007
- 1. miejsce - 2009
- 1. miejsce - 2011
- 3. miejsce - 2013
- 2. miejsce - 2015
- 1. miejsce - 2017
- 1. miejsce - 2019
- 1. miejsce - 2021
- 1. miejsce - 2023
- 1. miejsce - 2025

### Halowe mistrzostwa świata
- 2. miejsce - 2003
- 1. miejsce - 2007
- 2. miejsce - 2011
- 1. miejsce - 2015
- 2. miejsce – 2018
- 1. miejsce – 2023
- nie wystąpiła – 2025